# Porsche 919 Hybrid
La Porsche 919 Hybrid est une voiture de course de type Sport-prototypes, appartenant à la catégorie des Le Mans Prototype. Elle est développée par Porsche pour courir dans la catégorie LMP1-H du Championnat du monde d'endurance FIA à partir de la saison 2014. Engagée par l'équipe d'usine Porsche Team, elle a notamment permis à la marque de remporter les 24 Heures du Mans 2015, 2016 et 2017 ainsi que les titres pilotes et constructeurs du championnat en 2015, 2016 et 2017.
Bien qu'ayant subi des modifications au cours de ses trois saisons de participation au Championnat du monde d'endurance, la solution technique reste essentiellement la même et repose sur l'association d'un moteur V4 essence turbocompressé placé sur le train arrière, et d'un moteur-générateur électrique sur le train avant. Deux systèmes de récupération d'énergie permettent de recharger les batteries : l'un grâce aux gaz d'échappement et l'autre grâce à l'énergie cinétique du freinage.
La 919 Hybrid est principalement en concurrence avec l'Audi R18 e-tron quattro, et la Toyota TS040 Hybrid (la Toyota TS050 Hybrid à partir de 2016).

## Histoire

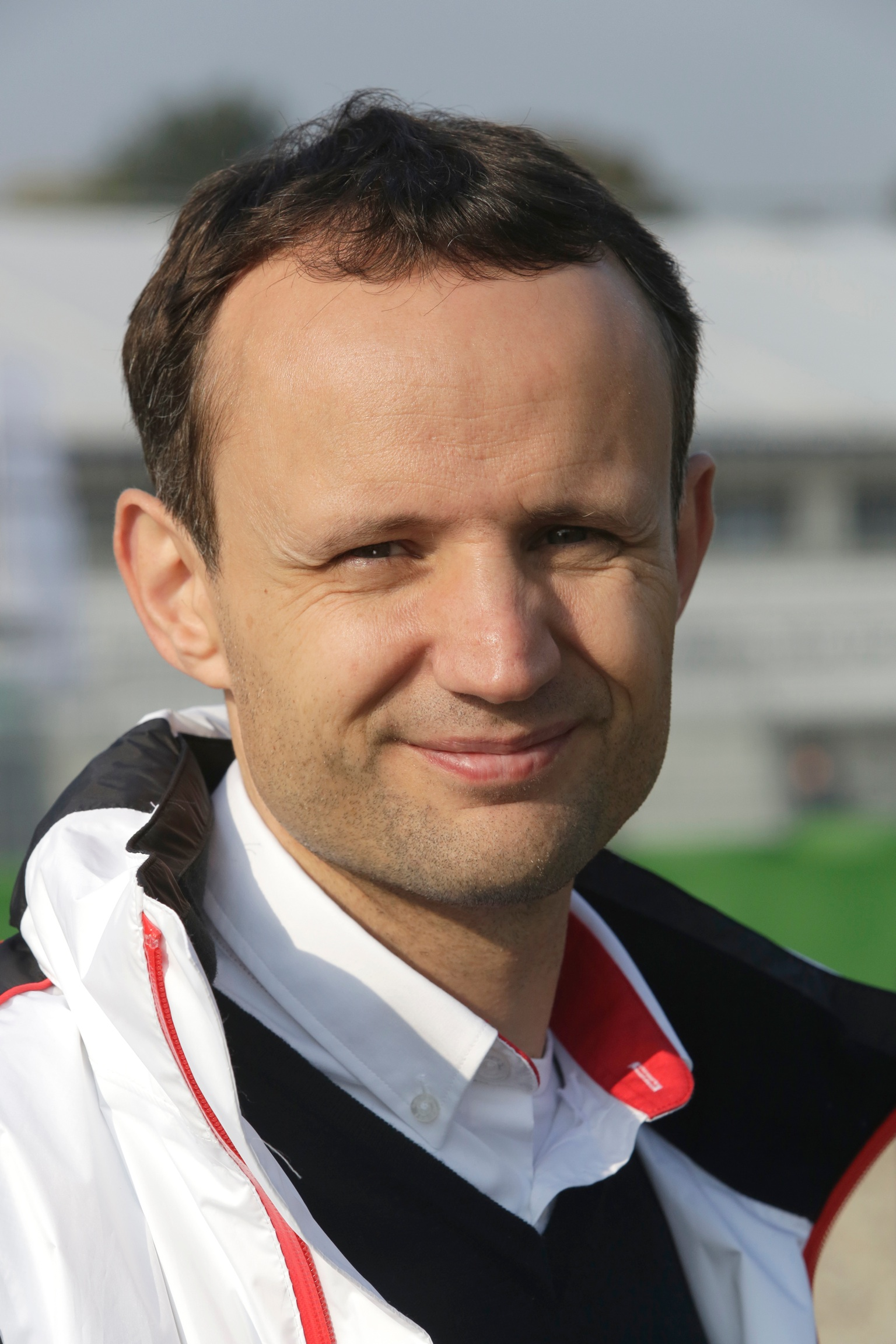
Alexander Hitzinger, directeur technique du projet Porsche LMP1.

Porsche décide en mai 2011 de participer au Championnat du monde d'endurance FIA, créé en 2012, et de faire son retour après de nombreuses années d'absence aux 24 Heures du Mans avec une équipe d’usine en LMP1. Le constructeur profite alors du nouveau règlement de 2014 favorisant l'efficience énergétique et laissant une grande latitude aux constructeurs quant à l'architecture à adopter. Aux manettes du management global du projet LM P1 se trouve Fritz Enzinger qui rejoint Porsche à partir de fin 2011, tandis qu'Alex Hitzinger (en) est à la tête de la partie ingénierie et qu'Andreas Seidl dirige l'équipe de course. L'équipe a dû être constituée à partir de zéro, dans le but annoncé de remporter rapidement les 24 Heures du Mans pour la 17e fois. Alex Hitzinger, qui a précédemment travaillé en Formule 1 en tant qu'ingénieur chez Red Bull Racing et Scuderia Toro Rosso, est responsable du développement de la voiture.
Les choix techniques faits par l'équipe sont très différents de ses concurrents. En effet, si en 2014 Audi utilise un V6 diesel turbo de 4 L sur sa R18 e-tron quattro et Toyota un V8 essence atmosphérique de 3,7 L sur sa TS040 Hybrid, Porsche se tourne vers un V4 essence turbo de seulement 2 L. Le directeur technique du team Porsche Alex Hitzinger justifie ce choix en expliquant que « par rapport à un 6 cylindres, un 4 cylindres offre un meilleur rendement énergétique », et qu'il est « plus facile à refroidir, plus léger et plus compact donc aisément implantable ». De plus, ce moteur V4 dérive du V8 utilisé avec succès en catégorie LMP2 sur la RS Spyder. Il est associé à deux systèmes de récupération d'énergie : un ERS-K cinétique sur l'essieu avant récupérant l'énergie au freinage, et un ERS-H thermique fonctionnant avec une turbine située dans la ligne d'échappement. Ainsi équipée, la 919 Hybrid s'inscrit pour sa première année en classe 6 MJ, comme la Toyota et contre 2 MJ seulement pour l'Audi.

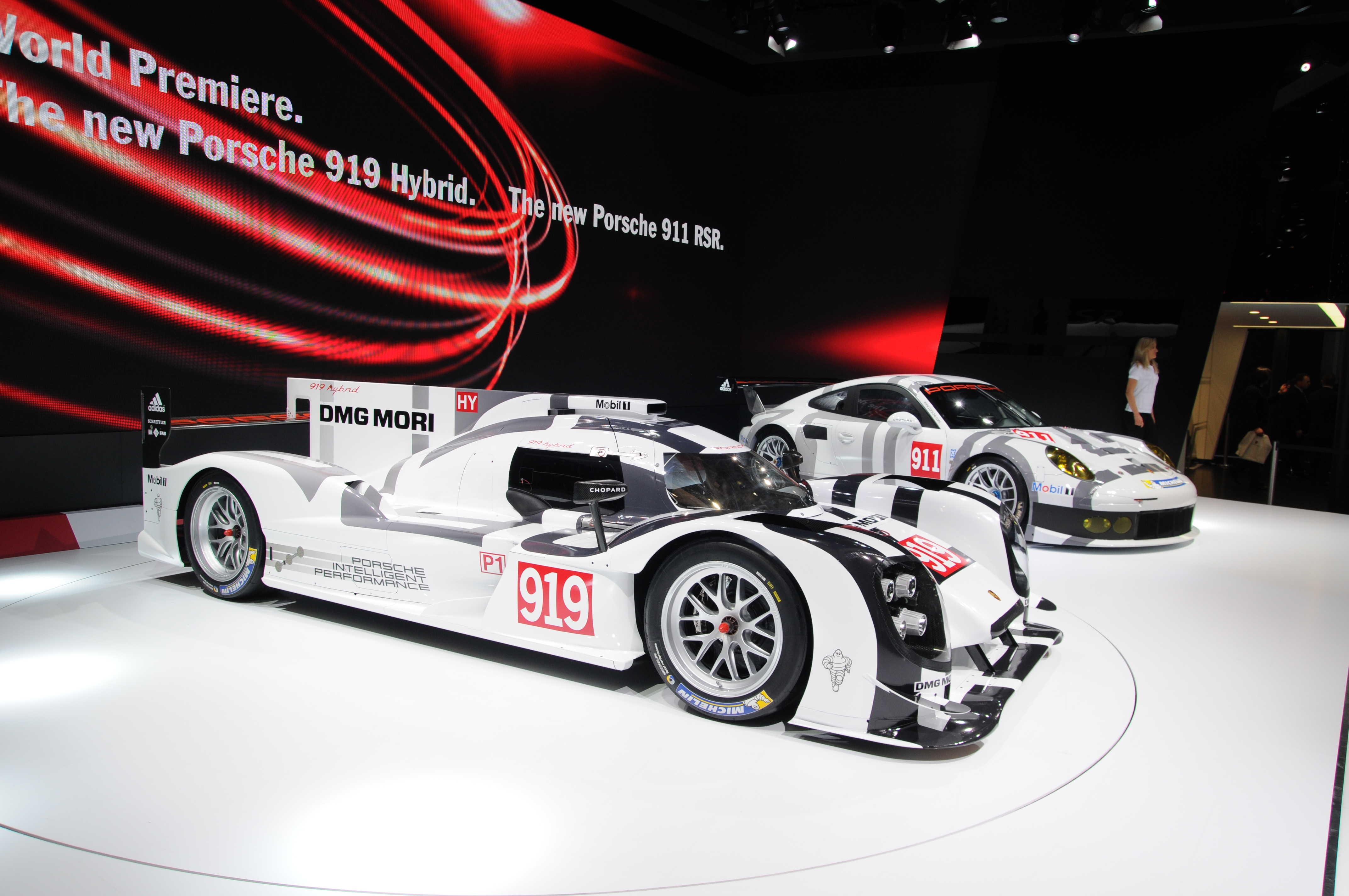
La 919 Hybrid et la 911 RSR lors de leur présentation au Salon de Genève 2014.

Le premier roulage du prototype, qui n'a alors pas de nom, est réalisé le 12 juin 2013 sur le circuit d'essais de Porsche. Timo Bernhard est au volant, et la voiture est dans une livrée « camouflage ».
Le nom « 919 Hybrid », qui fait référence à la fois à la célèbre 917 et à la 918 Spyder, est dévoilé officiellement lors de la Nuit des Champions, le 14 décembre 2013 à Weissach. Les noms des six pilotes courant pendant la saison 2014, sélectionnés par le responsable du projet Fritz Enzinger, sont également dévoilés à cette occasion. C'est ensuite le 5 mars de l'année suivante, durant le Salon de l'automobile de Genève 2014, que les couleurs de la voiture et la composition définitive de l'équipage sont présentés au public. Il s'agit de Dumas, Jani et Lieb sur la no 14, et de Bernhard, Hartley et Webber sur la no 20. La nouvelle 911 RSR et son équipage sont d'ailleurs présentés lors de ce même salon de Genève.
La 919 Hybrid fait ses débuts dans le championnat le 20 avril 2014, lors des 6 Heures de Silverstone, où l'une des deux voitures engagées termine à la troisième place.

### 919 Hybrid Evo
En avril 2018, afin de célébrer la fin de carrière de la 919 Hybrid, Porsche crée la 919 Hybrid Evo, une version modifiée qui s'affranchit du règlement WEC afin d'être plus légère, plus puissante et donc plus rapide. Lors du « 919 Tribute tour » qui s'ensuit, Porsche se rend ainsi sur plusieurs circuits à travers le monde afin d'y battre les records du tour. 
Le 9 avril 2018, le record du circuit de Spa-Francorchamps est battu avec Neel Jani au volant, en réalisant un temps de 1 min 41 s 770, soit 783 millièmes de mieux que le précédent record établit par Lewis Hamilton sur la Mercedes AMG F1 W07 Hybrid. La vitesse moyenne est de 245,61 km/h lors de ce tour record, et la vitesse de pointe a été mesurée à 359 km/h.
Le 29 juin 2018, la 919 Hybrid Evo pilotée par Timo Bernhard bat le record du temps au tour de la Nordschleife en 5 min 19 s 546, soit près d'une minute de moins que le précédent record de 6 min 11 s 13 réalisé par Stefan Bellof sur une Porsche 956 C le 28 mai 1983,. Cela représente une vitesse moyenne de 234,693 km/h, et la vitesse maximale atteinte est de 369,4 km/h dans la ligne droite.

## Technique

### Version 2014

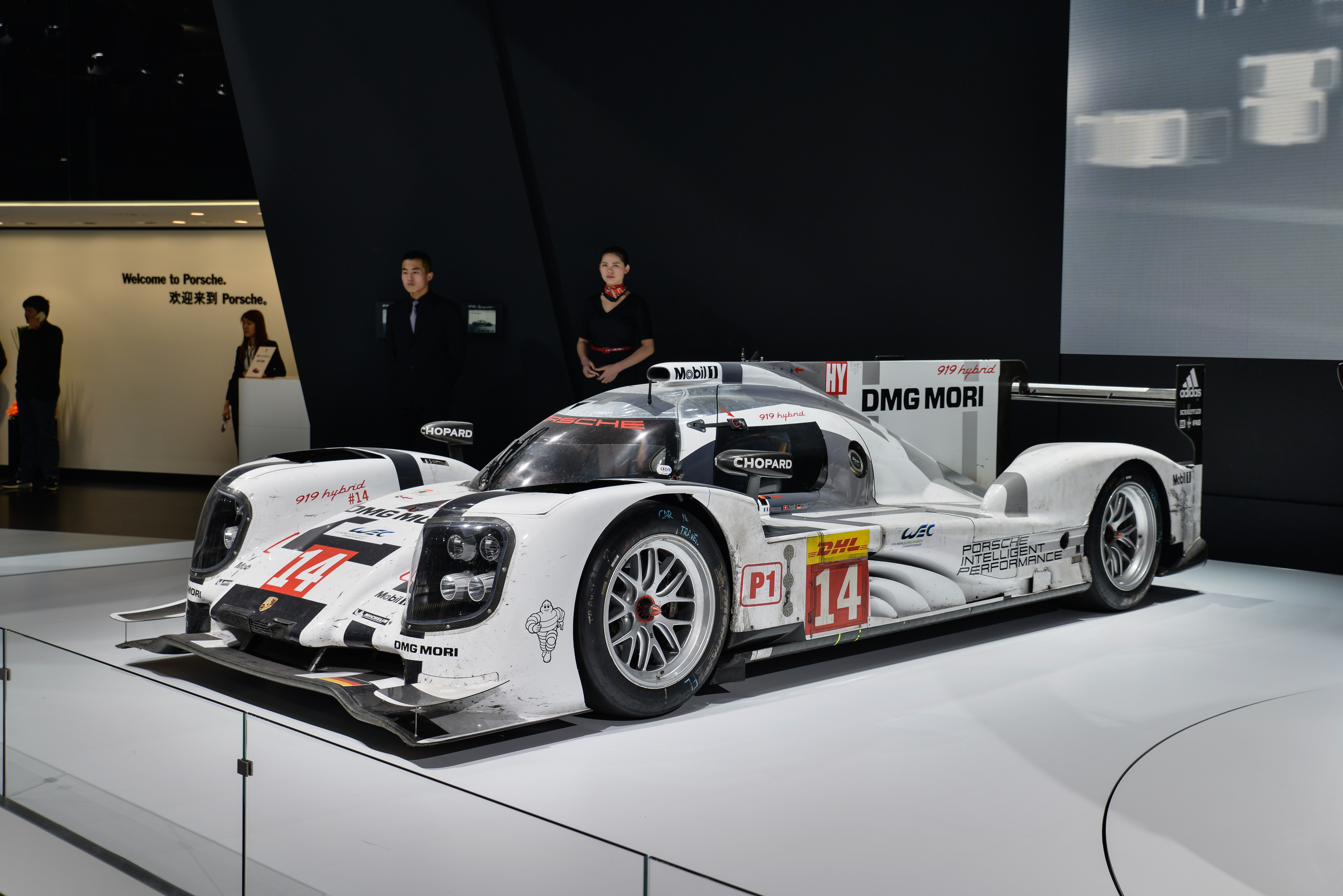
La 919 Hybrid version 2014, au salon de Shanghai 2015.

La voiture est engagée dans la catégorie LMP1 Hybride en classe 6 MJ ,.
La version 2014 exploite l'« unité de puissance » (terminologie du règlement technique) suivante :
- un moteur à essence à quatre cylindres en V de 2 000 cm3 de cylindrée, suralimenté par un turbocompresseur et à injection directe. Il fournit une puissance maximale de plus de 370 kW (500 ch) à l'essieu arrière, via une boîte de vitesses à sept rapports. L'architecture V4 qui a causé de graves vibrations dès juin 2013 a nécessité un nouveau vilebrequin dès l'automne 2013.
- deux systèmes de récupération d'énergie (nommés ERSA dans le règlement technique) ; le premier (ERS-K) récupère sous forme électrique l'énergie cinétique sur l'essieu avant tandis que second (ERS-H) récupère sous forme électrique l'énergie cinétique des gaz d'échappement. À la différence des monoplaces de Formule 1 hybride de 2014, cet ERS-H est séparé du turbocompresseur et ne permet pas d'actionner le compresseur de ce dernier avec un moteur électrique.
- un stockage d'énergie (nommé ES dans le règlement technique) constitué d'une batterie d’accumulateurs lithium-ion utilisant des nanophosphates, provenant du fabricant A123 ;
- un moteur électrique (nommé MGU dans le règlement technique) qui restitue l'énergie précédemment récupérée, et se trouve sur l’essieu avant, fournissant une puissance maximale de plus de 185 kW (250 ch).

La même machine électrique assure les fonctions d'ERS-K et de MGU ; dans le premier cas elle fonctionne en générateur, dans le second en moteur.

### Version 2015

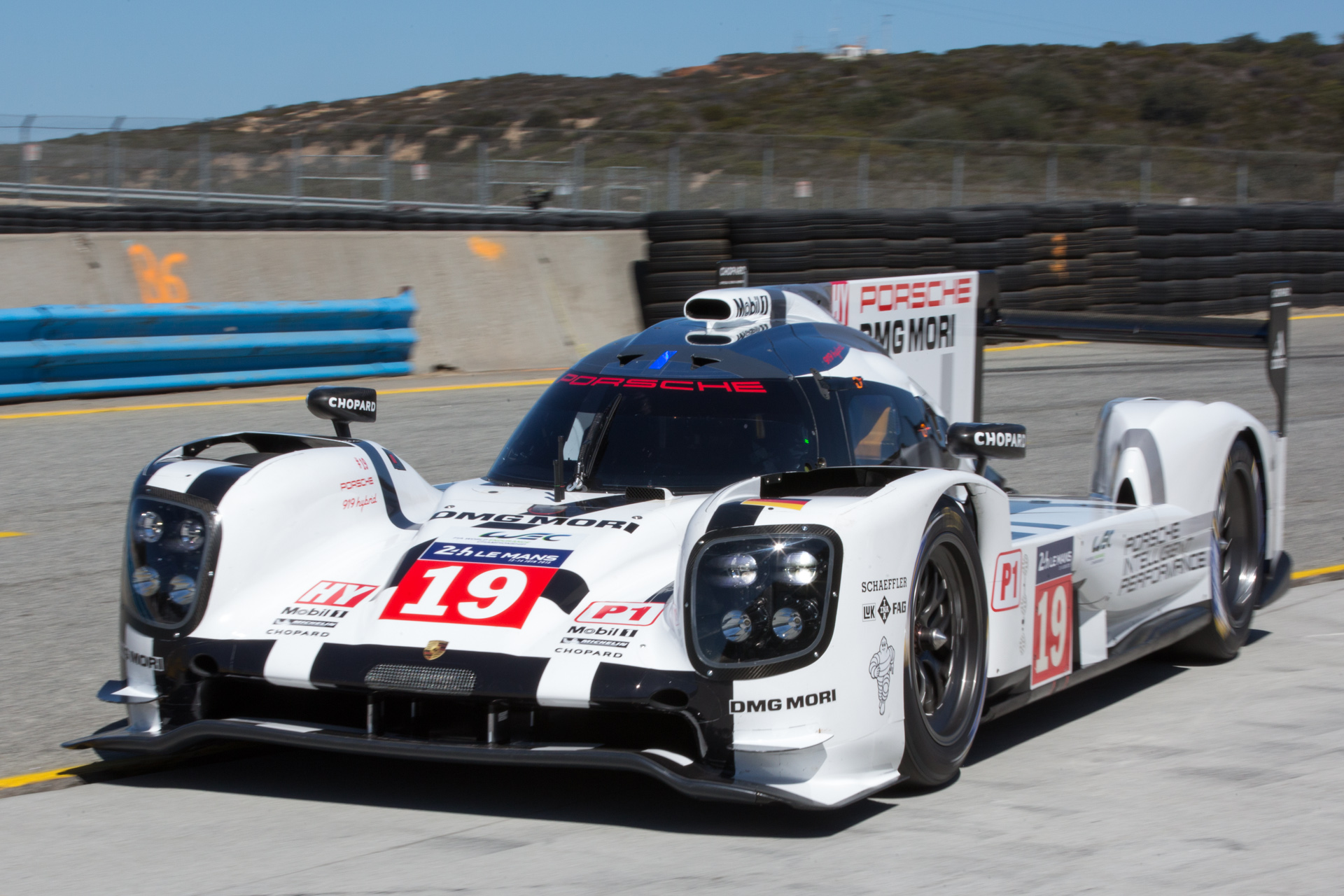
La 919 Hybrid no 19 en 2015, lors du Rennsport Reunion V.

Porsche annonce une voiture profondément remaniée même si l'apparence est proche de celle de 2014. La voiture s'inscrit désormais en classe 8 MJ et évolue sans toutefois remettre en cause les principes de 2014 :
- le système d'échappement évolue ; au lieu d'une sortie en 2014, deux sorties sont disposées symétriquement à l'axe de la voiture.
- la partie hybride (ERSA, ES et MGU) voit sa puissance maximale portée à plus de 294 kW (400 ch). La batterie est à refroidissement liquide.

Porsche utilise trois livrées différentes pour les 24 Heures du Mans (no 17 rouge, no 18 noire, no 19 blanche) et utilise une livrée blanche classique pour le reste du championnat.

### Version 2016

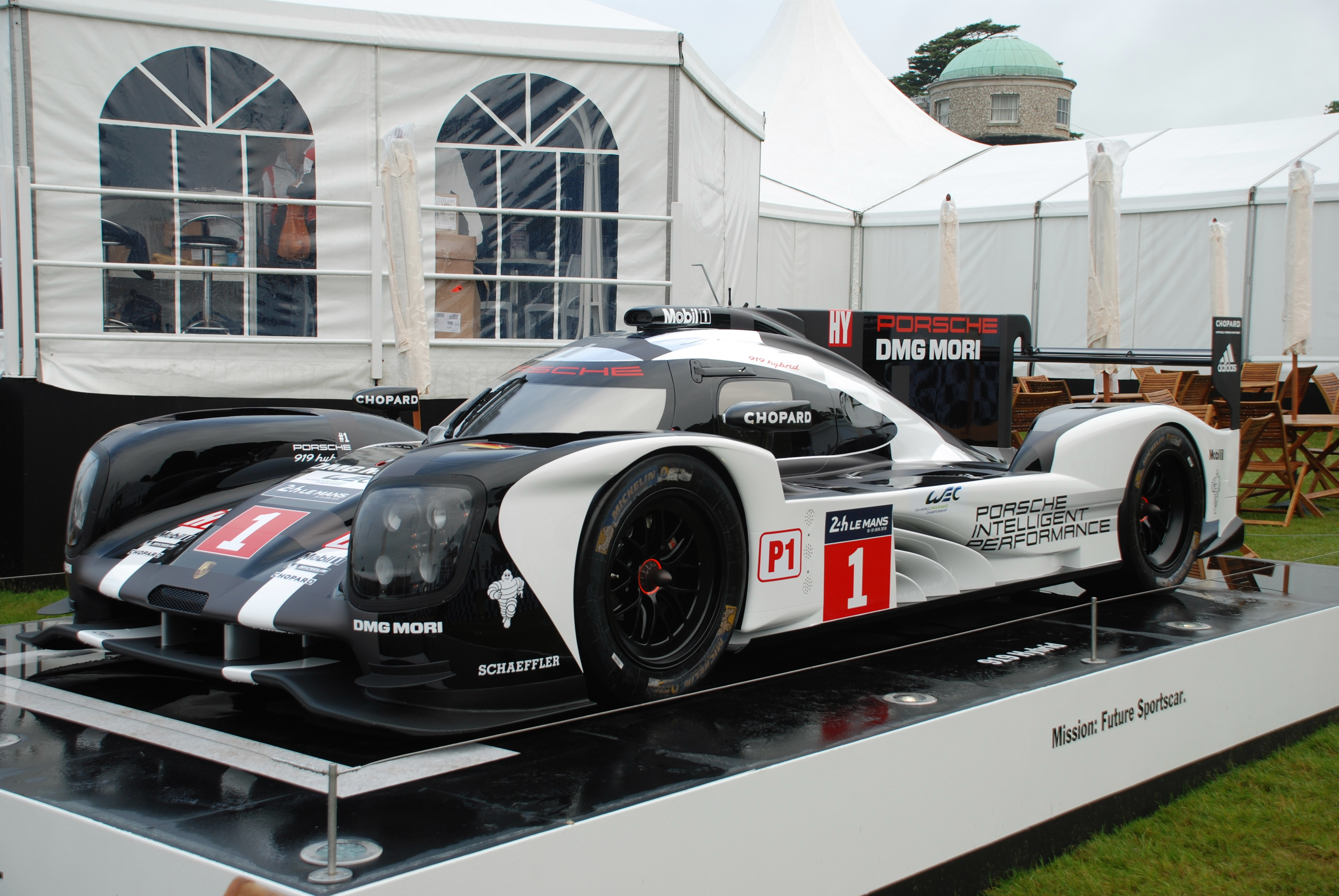
La no 1 de 2016, au Goodwood Festival of Speed.

En 2016, le moteur de la 919 Hybrid reste dans une configuration identique (V4 turbo de 2 L à 90°) mais un changement de la réglementation limite la quantité d'énergie disponible par tour pour les LMP1. La 919 Hybrid faisant partie de la catégorie 8 MJ comme l'année précédente, elle dispose de 4,31 L d'essence par tour, soit une baisse d'environ 8 % impliquant une baisse de la puissance du moteur thermique, à un peu moins de 500 ch. Ce dernier est cependant plus léger qu'auparavant. La puissance délivrée par le moteur électrique placé sur l'essieu avant est désormais d'un peu plus de 400 ch, le total s'établit donc à environ 900 ch avec les deux motorisations cumulées.
Si le châssis et l'architecture hybride sont majoritairement inchangés, des optimisations ont du être faites pour récupérer et utiliser l'énergie électrique ainsi stockée, particulièrement au niveau du SREC (récupération de l'énergie cinétique) et du système de récupération en électricité de la chaleur de l'échappement, et la partie électrique a dû être optimisée pour en tirer plus de puissance. La batterie lithium-ion, conçue en interne, est d'une nouvelle génération, et le système électrique fonctionne par ailleurs à la tension élevée de 800 V, tout comme sur le concept Mission E. L'énergie accumulée peut ensuite être délivrée sur le train avant lorsque le pilote a besoin d'un surplus de puissance.
La voiture est toujours basée sur une monocoque en fibres de carbone en construction sandwich. La boîte de vitesses séquentielle à sept rapports commandée hydrauliquement est quant à elle logée dans une structure en carbone séparée. L'une des nouveautés se situe cependant au niveau aérodynamique. La 919 Hybrid version 2016 sera en effet dotée de trois configurations aérodynamiques, pouvant être utilisées à bon escient selon le circuit, avec par exemple une configuration à forte déportance pour le circuit de Silverstone et une déportance plus faible pour Le Mans. La livrée est différente des années précédentes, la voiture est majoritairement noire et blanche avec des touches de rouge.
Les performances annoncées par Porsche sont les suivantes : 
| 0 à 100 km/h     | 2,2 s      |
| 0 à 200 km/h     | 4,8 s      |
| Vitesse maximale | > 340 km/h |

### Version 2017
D'après Porsche, pour 2017 la monocoque est inchangée, mais 60 à 70 % du reste du véhicule est nouveau. La 919 Hybrid concourt toujours dans la classe 8 MJ, qui profite de 4,31 L de carburant par tour sur le circuit du Mans.
Comme la nouvelle réglementation l'impose, il n'y a plus que deux kits aérodynamiques différents pour toute la saison, permettant donc moins de flexibilité en fonction du circuit. Le règlement affecte aussi les dimensions de certaines pièces de la coque, réduisant l'appui aérodynamique et donc la vitesse en virage, à des fins de sécurité. Plusieurs éléments sont nouveaux, comme les arches de roues plus larges et hauts et les entrées d'air redessinées à l'arrière. 
Le moteur est plus léger et Porsche déclare qu'il est le moteur le plus efficient jamais réalisé par la marque. La puissance est toujours d'un peu moins de 500 ch pour le moteur thermique, et un peu plus de 400 ch pour le moteur électrique, pour un total d'environ 900 ch. Porsche précise que 60 % de l'énergie électrique récupérée vient du SREC, et 40 % de l'échappement. Les gaz d'échappement actionnent une turbine tournant à 120 000 tr/min, convertissant l'énergie cinétique en électricité et rechargeant la batterie. Le système d'échappement profite par ailleurs en 2017 d'un allégement. Le poids du véhicule est ainsi le même que l'année précédente, à savoir 875 kg, malgré les améliorations apportées.
Pour la saison 2017, la voiture dispose d'une nouvelle livrée, principalement blanche et noire, avec des lignes rouges et gris clair courant sur toute la carrosserie.

### Version Evo
La 919 Hybrid Evo, créée pour célébrer la fin de carrière de la 919 Hybrid, comprend plusieurs améliorations rendues possibles par l'absence de respect des réglementations habituelles. La voiture utilisée est l'une de celles ayant participé au championnat WEC 2017, cependant les changements sont nombreux.
Son moteur V4, pouvant utiliser plus d'essence que les 2,464 L par tour habituellement autorisés à Spa, développe 720 ch au lieu de 500, et les moteurs électriques 440 ch au lieu de 400, portant le total à près de 1 200 ch. Le poids a été réduit de 39 kg pour atteindre 849 kg à vide, en enlevant notamment l'air conditionné, les essuie-glaces, les feux ou encore des appareils électroniques. L'aérodynamique du véhicule a également été revue avec un diffuseur avant et un aileron arrière plus larges, des jupes latérales, et un DRS, le tout résultant en une force d'appui 53 % plus importante. La longueur totale est de 5,078 m, soit 42,8 cm de plus que la version 2017.
Le 29 juin 2018, la 919 Evo pulvérise le record du Nürburgring Nordschleife pilotée par Timo Bernhard avec un temps de 5:19:546.

## Pilotes

### Saison 2014
- Porsche 919 Hybrid no 14 : Romain Dumas, Neel Jani, Marc Lieb
- Porsche 919 Hybrid no 20 : Brendon Hartley, Mark Webber, Timo Bernhard

### Saison 2015
Deux voitures sont engagées pour tout le championnat, la no 19 court seulement à Spa et au Mans.
- Porsche 919 Hybrid no 17 : Brendon Hartley, Mark Webber, Timo Bernhard
- Porsche 919 Hybrid no 18 : Romain Dumas, Neel Jani, Marc Lieb
- Porsche 919 Hybrid no 19 : Nico Hülkenberg, Earl Bamber, Nick Tandy

### Saison 2016
Comme en 2014, deux voitures seulement sont engagées en 2016, comprenant le même équipage que les années précédentes.
- Porsche 919 Hybrid no 1 : Brendon Hartley, Mark Webber, Timo Bernhard
- Porsche 919 Hybrid no 2 : Romain Dumas, Neel Jani, Marc Lieb

### Saison 2017
Pour 2017, deux voitures sont toujours engagées, mais la moitié de l'équipage change.
- Porsche 919 Hybrid no 1 : Neel Jani, André Lotterer, Nick Tandy
- Porsche 919 Hybrid no 2 : Timo Bernhard, Earl Bamber, Brendon Hartley

## Championnat du monde d'endurance

### Saison 2014
Durant la saison 2014 largement dominée par Toyota et Audi, la 919 Hybrid peine face à ses concurrents, mais fait une bonne remontée en deuxième partie de saison. Les deux Porsche montent sur les deuxième et troisième place du podium dans l'avant-dernière course à Bahreïn, et la no 14 remporte la victoire dans la dernière course à São Paulo, devançant alors de très peu ses concurrents de chez Toyota. Peu avant la fin de cette même course, Mark Webber à bord de la Porsche no 20 a un violent accident à la suite d'un accrochage avec la Ferrari 458 Italia no 90, mais s'en sort sans blessures majeures.
Pour son retour dans la catégorie reine de l'endurance à l'édition 2014 des 24 Heures du Mans, Porsche engage les deux mêmes voitures que dans le reste de la saison. Porsche se qualifie deuxième sur la no 14 et quatrième sur la no 20, s'intercalant entre les Toyota. Malgré un important manque de puissance, la Porsche no 20 a plusieurs fois pris la tête de la course. Elle termine non classée et la no 14 abandonne le dimanche.

### Saison 2015

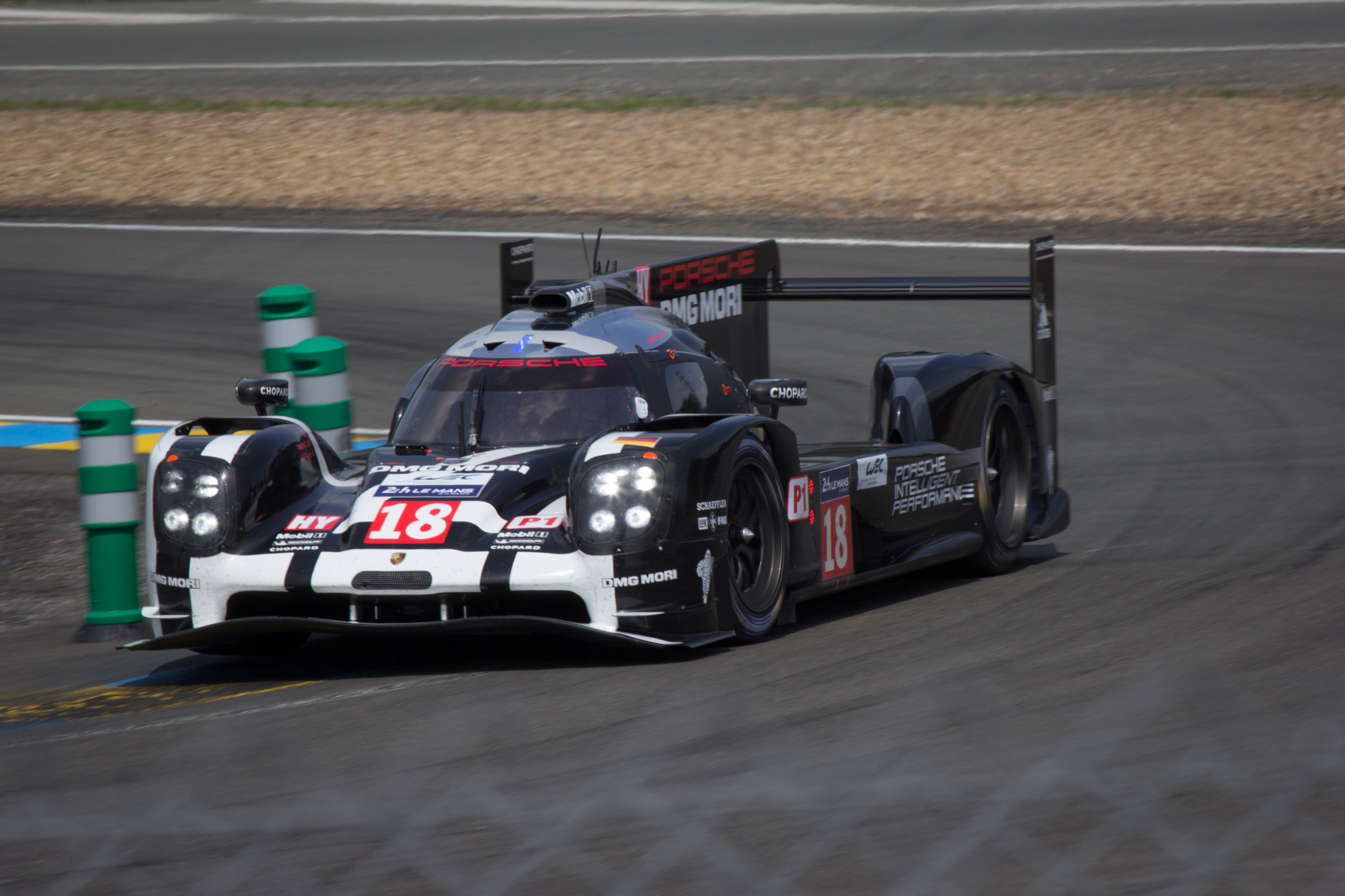
La 919 Hybrid no 18, lors des 24 Heures du Mans 2015.

La saison 2015 du championnat du monde d'endurance FIA voit Porsche remporter la majorité des courses. Si la 919 Hybrid termine deuxième aux deux premières manches à Silverstone et à Spa-Francorchamps, elle remporte en effet les 24 Heures du Mans 2015 mais aussi les cinq courses suivantes d'affilée, ce qui lui garantit le titre constructeur avant même que la dernière course soit jouée à Bahreïn. À la suite de la dernière course à Bahreïn remportée par la 919 Hybrid no 18, le titre Pilotes est également gagné par l'équipage de la no 17 constitué de Bernhard, Hartley et Webber, malgré une cinquième place due à des problèmes techniques.
Pour les 24 Heures du Mans, Porsche engage trois LMP1 et réalise le doublé avec ses 919 Hybrid no 19 et no 17, terminant la course avec deux tours d'avance sur la première Audi R18 e-tron quattro. C'est la 17e victoire au Mans du constructeur et la première depuis 1998, un an après leur retour en 2014.

### Saison 2016

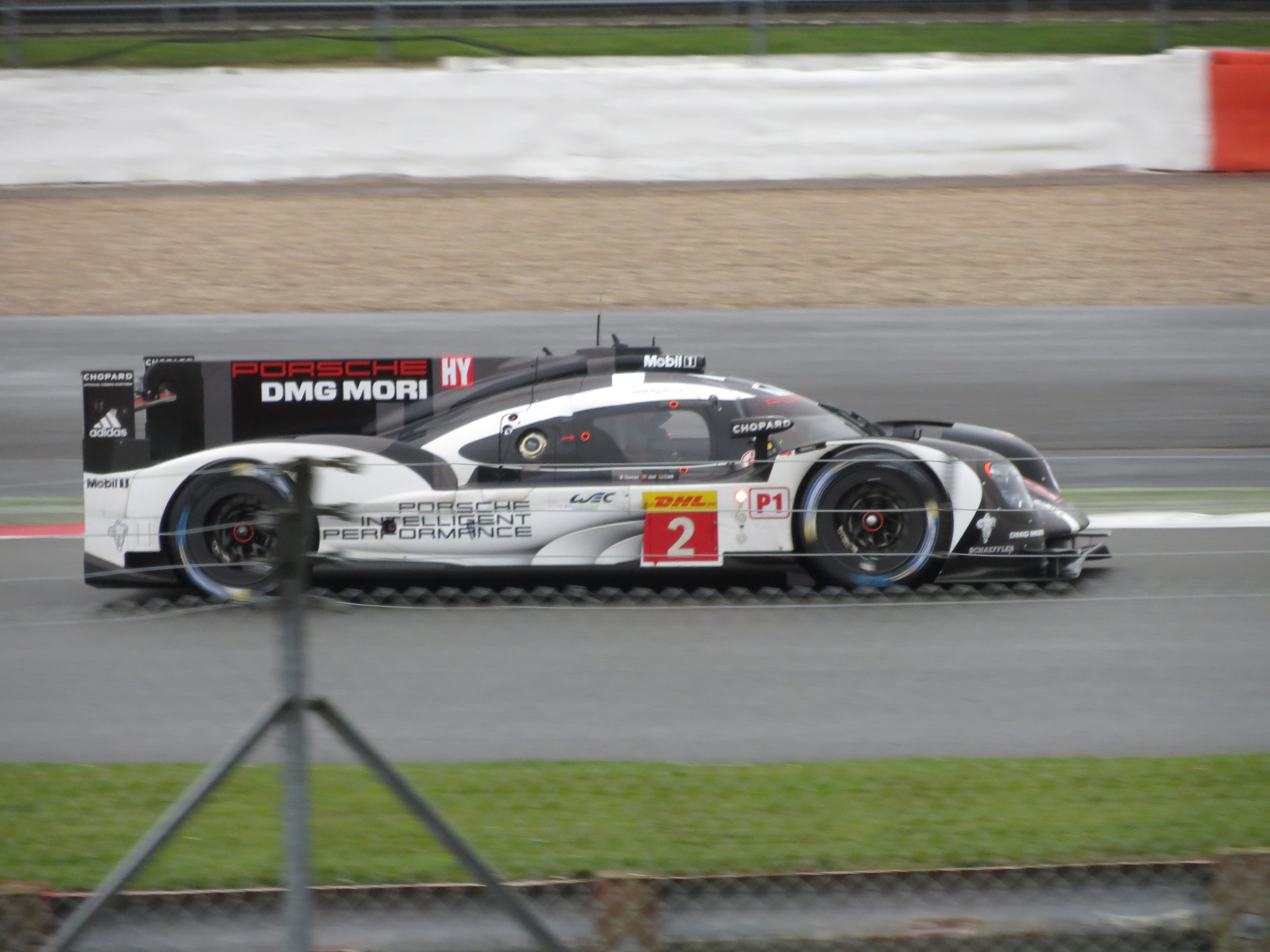
La 919 Hybrid no 2 lors des essais des 6 Heures de Silverstone 2016.

Pour la saison 2016 du championnat du monde, Porsche engage seulement deux voitures, y compris au Mans où elles étaient trois l'année précédente. Elles portent cette année-ci les numéros 1 et 2. 
En début de saison à Silverstone, la victoire revient à la 919 no 2 après la disqualification de l'Audi no 7. Durant cette même course, la no 1 est contrainte à l'abandon à la suite d'un accident. Puis à Spa, la no 2 termine deuxième tandis que sa coéquipière ne finit qu'à la 26e place. Les quatre courses suivantes, au Mans, au Nürburgring, à Mexico, et sur le Circuit des Amériques, sont remportées d'affilée avec la 919 Hybrid.
Au Mans, deux voitures prennent le départ, comme pour le reste de la saison. L'édition est marquée par la domination de Toyota et de Porsche, mais le premier s'incline après un problème technique rencontré à quelques minutes de la fin, qui immobilise la TS050 Hybrid et l'empêche de gagner. Alors que l'écart était de 1 min 20 s en faveur de la Toyota juste avant l'incident, c'est finalement la Porsche no 2 pilotée par Romain Dumas, Neel Jani et Mark Lieb qui s'impose.

### Saison 2017
Porsche remporte le 18 juin 2017 les 24 Heures du Mans pour la 3e fois consécutive, avec la Porsche 919 Hybrid n°2.

## Palmarès

### Saison 2014
| Course                | Date             | Équipe       | Voiture et équipage                                     | Ref.   |
| --------------------- | ---------------- | ------------ | ------------------------------------------------------- | ------ |
| 6 Heures de São Paulo | 30 novembre 2014 | Porsche Team | voiture no 14 avec Romain Dumas, Neel Jani et Marc Lieb | [ 27 ] |

### Saison 2015
| Course                            | Date               | Équipe       | Voiture et équipage                                              | Notes                | Ref.   |
| --------------------------------- | ------------------ | ------------ | ---------------------------------------------------------------- | -------------------- | ------ |
| 24 Heures du Mans                 | 13 et 14 juin 2015 | Porsche Team | voiture no 19 avec Nico Hülkenberg, Earl Bamber et Nick Tandy    | doublé avec la no 17 | [ 28 ] |
| 6 Heures du Nürburgring           | 30 août 2015       | Porsche Team | voiture no 17 avec Timo Bernhard, Mark Webber et Brendon Hartley | doublé avec la no 18 | [ 29 ] |
| 6 Heures du circuit des Amériques | 20 septembre 2015  | Porsche Team | voiture no 17 avec Mark Webber, Timo Bernhard et Brendon Hartley |                      | [ 30 ] |
| 6 Heures de Fuji                  | 11 octobre 2015    | Porsche Team | voiture no 17 avec Mark Webber, Timo Bernhard et Brendon Hartley | doublé avec la no 18 | [ 31 ] |
| 6 Heures de Shanghai              | 1er novembre 2015  | Porsche Team | voiture no 17 avec Mark Webber, Timo Bernhard et Brendon Hartley | doublé avec la no 18 | [ 23 ] |
| 6 Heures de Bahreïn               | 21 novembre 2015   | Porsche Team | voiture no 18 avec Neel Jani, Marc Lieb et Romain Dumas          |                      | [ 24 ] |

### Saison 2016
| Course                            | Date              | Équipe       | Voiture et équipage                                             | Ref.   |
| --------------------------------- | ----------------- | ------------ | --------------------------------------------------------------- | ------ |
| 6 Heures de Silverstone           | 17 avril 2016     | Porsche Team | voiture no 2 avec Romain Dumas, Neel Jani et Marc Lieb          | [ 32 ] |
| 24 Heures du Mans                 | 19 juin 2016      | Porsche Team | voiture no 2 avec Romain Dumas, Neel Jani et Marc Lieb          | [ 33 ] |
| 6 Heures du Nürburgring           | 24 juillet 2016   | Porsche Team | voiture no 1 avec Timo Bernhard, Brendon Hartley et Mark Webber | [ 34 ] |
| 6 Heures de Mexico                | 3 septembre 2016  | Porsche Team | voiture no 1 avec Timo Bernhard, Brendon Hartley et Mark Webber | [ 35 ] |
| 6 Heures du circuit des Amériques | 18 septembre 2016 | Porsche Team | voiture no 1 avec Timo Bernhard, Brendon Hartley et Mark Webber | [ 36 ] |
| 6 Heures de Shanghai 2016         | 6 novembre 2016   | Porsche Team | voiture no 1 avec Timo Bernhard, Brendon Hartley et Mark Webber | [ 37 ] |

### Saison 2017
| Course                            | Date              | Équipe       | Voiture et équipage                                             | Notes               | Ref.   |
| --------------------------------- | ----------------- | ------------ | --------------------------------------------------------------- | ------------------- | ------ |
| 24 Heures du Mans                 | 18 juin 2017      | Porsche Team | voiture no 2 avec Brendon Hartley, Earl Bamber et Timo Bernhard |                     | [ 38 ] |
| 6 Heures du Nürburgring           | 16 juillet 2017   | Porsche Team | voiture no 2 avec Brendon Hartley, Earl Bamber et Timo Bernhard | Doublé avec la no 1 | [ 39 ] |
| 6 Heures de Mexico                | 3 septembre 2017  | Porsche Team | voiture no 2 avec Brendon Hartley, Earl Bamber et Timo Bernhard | Doublé avec la no 1 | [ 40 ] |
| 6 Heures du circuit des Amériques | 16 septembre 2017 | Porsche Team | voiture no 2 avec Brendon Hartley, Earl Bamber et Timo Bernhard | Doublé avec la no 1 | [ 41 ] |